# كوثر أيت عمر
كوثر أيت عمر هي لاعبة كرة قدم مغربية دولية، تلعب في مركز الهجوم في صفوف المنتخب المغربي، تمتلك الجنسية المزدوجة الهولندية والمغربية

## حياتها
ولدت كوثر في 19 فبراير 2004 ونشأت في هيرلين في هولندا ودرست في كلية تريفيانوم، ولدت لأب كان يلعب أيضًا كرة القدم على مستوى الهواة، بدأت لعب كرة القدم في سن السابعة من عمرها، في نادي الهواة بيكرفيلد، لان والدها إبراهيم أيت عمر كان هو المدرب للنادي. ثم انتقلت إلى سبورتينغ هيرلين، قبل أن تعود إلى بيكرفيلد، حيث ان مدربها هانز شرينيميكرز جعلها تلعب بمركز ظهير أيمن. ثم انضمت إلى نادي آخن ألماني، وهو ناد يقع في آخن على بعد بضعة كيلومترات من منزل عائلتها، لتلعب مع النادي لمدة موسمين، وفي 27 أكتوبر 2022، انضمت إلى نادي فورتونا سيتارد، وهو نادٍ يلعب في الدوري الهولندي الممتاز.

## مهنة دولية

#### منتخب المغرب - 20 سنة
في 8 مارس 2020، لعبت مباراة مع المنتخب المغربي ضد الغابون، التي فاز فيها المغرب بنتيجة (7-1). حيث سجلت فيها هدف من ركلة جزاء في الدقيقة 89. اختيرت كوثر من قبل أنطوني ريماسون للمشاركة في دورة اتحاد شمال إفريقيا في مارس 2023. البطولة التي فاز بها المغرب بالتعادل مع الجزائر (1-1) وفوزين ضد تونس ومصر (1-0).

## روابط خارجية
- كوثر ايت عمر على موقع قاعدة بيانات كرة القدم.إي يو (الإنجليزية)